# St Mary's Stadium
El St Mary's Stadium és un recinte esportiu situat a la ciutat de Southampton, al sud d'Anglaterra. Es va inaugurar l'1 d'agost de 2001, és propietat del Southampton Football Club i la seva capacitat és de 32.384 espectadors, tots asseguts. L'estadi va ser nomenat estadi d'elit (actualment denominada categoria 4) per la UEFA.

## Història
Des de la dècada de 1980, quan el Southampton estava a l'antiga Football League First Division, s'havia parlat de traslladar el vell estadi cap a un altre lloc per reemplaçar l'Estadi The Dell.
Quan l'Informe Taylor, el 1990, exigia que tots els clubs de Primera i Segona Divisió tinguessin butaques en totes les ubicacions, els directius del Southampton inicialment van decidir remodelar The Dell, però amb tots els seients l'estadi tenia una capacitat per a poc més de 15 000 persones.
La construcció es va iniciar al desembre de 1999 i es va acabar a la fi de juliol de 2001, amb un cost total de 32 milions de lliures. Es va edificar als afores de la ciutat, en un terreny ocupat per un vell gasòmetre en desús que va ser ofert per l'Ajuntament de Southampton.
El primer partit es va jugar l'1 d'agost de 2001 contra el RCD Espanyol de Barcelona, amb victòria dels visitants per 4-3.

## Esdeveniments internacionals
El primer partit internacional d'Anglaterra en aquest estadi va ser el 16 d'octubre de 2002 en l'empat 2-2 entre Anglaterra i Macedònia. David Beckham i Steven Gerrard van marcar aquell dia per a Anglaterra. També ha estat seu d'un partit internacional entre el Japó i Nigèria el 7 d'octubre de 2001.